# Ophryotrocha diadema
Ophryotrocha diadema är en ringmaskart som beskrevs av Åkesson 1976. Ophryotrocha diadema ingår i släktet Ophryotrocha och familjen Dorvilleidae. Inga underarter finns listade i Catalogue of Life.